# Heteroxenia philippinensis
Heteroxenia philippinensis is een zachte koraalsoort uit de familie Xeniidae. De koraalsoort komt uit het geslacht Heteroxenia. Heteroxenia philippinensis werd in 1933 voor het eerst wetenschappelijk beschreven door Roxas. 